# Patrick Samoura
Patrick Samoura (Beroun, 15 novembre 2000) è un cestista ceco, di ruolo guardia-ala, professionista nella Národní basketbalová liga con lo USK Praga.

## Biografia
Samoura è nato il 15 novembre 2000 a Beroun, in Repubblica Ceca, da padre guineano e madre ceca, che si sono conosciuti mentre studiavano all'Università Tecnica Ceca di Praga. Crescendo, ha dovuto affrontare pregiudizi razziali legati al colore della sua pelle: Patrick sostiene che "ha iniziato a notare che qualcosa non andava" all'asilo in base al modo in cui veniva trattato dai suoi compagni di classe, problema che ha lentamente imparato a gestire.
Nei suoi primi anni, Samoura ha giocato a pallamano, affermando di aver scelto il basket "per caso" dopo aver ricevuto una PlayStation 2 all'età di sette anni da suo zio e aver comprato un gioco di basket. Lui e suo fratello giocavano a questo gioco ogni giorno e Patrick si divertiva così tanto che alla fine ha deciso di iscriversi in una squadra locale. Ha giocato con il club locale BK Beroun fino al livello under-13 per passare poi all'USK Praga. Ha gareggiato nel torneo Adidas Next Generation 2016-2017 per gli USK Future Stars, con una media di 6,5 punti e 4,8 rimbalzi a partita.

## Carriera

### College
Samoura si è trasferito negli Stati Uniti nel 2019 per frequentare il Cochise College a Douglas, in Arizona, dove ha giocato a basket JUCO con gli Apaches per due stagioni. Non abituato al ritmo accelerato del gioco, in seguito ha affermato di essersi sentito "completamente morto" dopo il suo primo allenamento, ma ha imparato ad adattarsi prima dell'inizio della stagione. Da matricola, ha registrato una media di 7,7 punti, 6,3 rimbalzi e 2,4 assist in 30 partite, contribuendo a un titolo ACCAC. Nel suo secondo anno, accorciato dalla pandemia di COVID-19, Samoura ha registrato una media di 8,8 punti, 9,1 rimbalzi e 1,3 assist a partita. Ha aiutato la squadra del Cochise College a concludere con un risultato di 11 partite vinte e 3 perse, conquistando il loro terzo titolo ACCAC consecutivo e il titolo NJCCA Region I. Samoura ha portato gli Apaches con una doppia doppia da 16 punti e 11 rimbalzi nel primo round della NJCAA Division I, ma sono stati sconfitti dal Ranger College nella loro ultima partita JUCO con un punteggio di 68-86. Ha ottenuto gli onori della prima squadra All-Academic della NJCAA e ha fatto parte del Consiglio degli studenti atleti della NJCAA, laureandosi a maggio 2021 con una laurea associata in studi generali.
Samoura si è trasferito all'istituto della NCAA Division II UT Tyler prima della stagione 2021-2022. Ha segnato 11 punti nella sua prima partita ufficiale, una vittoria per 116-57 contro la Southwestern Adventist University il 17 novembre 2021. Samoura ha giocato in 16 partite e ha fatto 12 partenze prima che la sua stagione venisse interrotta a causa di un infortunio al ginocchio. Ha avuto una media di 4,9 punti e 3,2 rimbalzi in 19,4 minuti a partita.